# Мицкевич, Валерий Вацлавович
Вале́рий Ва́цлавович Мицке́вич (бел. Вале́рый Ва́цлававіч Міцке́віч, род. 24 февраля 1964, Лида, Лидский район, Гродненская область, Белорусская ССР, СССР) — белорусский государственный и политический деятель, юрист. Заместитель председателя Палаты представителей Национального собрания Республики Беларусь и депутат Палаты представителей VII созыва (с 2019 года).

## Биография
Родился 24 февраля 1964 года в городе Лиде Гродненской области.
Образование высшее ― в 1989 году окончил юридический факультет Белорусского государственного университета имени В. И. Ленина по специальности «Правоведение».
Служил в рядах Советской Армии в войсках ПВО на Дальнем Востоке.
Трудовую деятельность начал в 1989 году с должности стажёра судьи, работал судьёй народного суда Минского района и города Заславля, затем председателем суда Минского района и города Заславля.
С 2001 по 2009 год ― заместитель Министра юстиции Республики Беларусь, член Центральной комиссии Республики Беларусь по выборам и проведению республиканских референдумов, директор Национального центра законопроектной деятельности при Президенте Республики Беларусь, директор Национального центра законодательства и правовых исследований Республики Беларусь
С 2009 по 2019 год ― заместитель Главы Администрации Президента Республики Беларусь.
Является председателем общественного объединения «Белорусский республиканский союз юристов». Имеет благодарности Президента Республики Беларусь, Администрации Президента Республики Беларусь. Награждён почетными грамотами Национального собрания Республики Беларусь, Администрации Президента Республики Беларусь, Совета Министров Республики Беларусь, нагрудным знаком Министерства юстиции Республики Беларусь «Ганаровы работнік юстыцыі» (почётный работник юстиции).
17 ноября 2019 года на парламентских выборах был избран депутатом Палаты представителей Национального собрания Республики Беларусь по Лидскому избирательному округу № 55. За его кандидатуру было подано 29 603 голосов избирателей, или 65,25 % от общего количества. Явка избирателей в округе составила 74,26 %.
6 декабря 2019 года Валерий Мицкевич был избран заместителем председателя Палаты представителей Национального собрания, кандидатура Валерия Мицкевича была предложена председателем нижней палаты Парламента Владимиром Андрейченко.

## Выборы
| Кандидат                    | Кандидат                       | Субъект выдвижения                          | Голосов | %     |
| --------------------------- | ------------------------------ | ------------------------------------------- | ------- | ----- |
|                             | Мицкевич Валерий Вацлавович    | Беспартийный                                | 29 603  | 65,25 |
|                             | Панасевич Александр Георгиевич | Беспартийный                                | 5 196   | 11,45 |
|                             | Шор Александр Юрьевич          | Белорусская партия левых «Справедливый мир» | 3 448   | 7,60  |
|                             | Миколута Александр Леонидович  | Либерально-демократическая партия           | 2 537   | 5,59  |
| Против всех                 | Против всех                    | Против всех                                 | 4 123   |       |
| Недействительных бюллетеней | Недействительных бюллетеней    | Недействительных бюллетеней                 | 462     |       |
| Всего                       | Всего                          | Всего                                       | 61 091  | 100   |
| Явка избирателей            | Явка избирателей               | Явка избирателей                            | 45 369  | 74,26 |

## Личная жизнь
Женат, воспитывает двух сыновей.